# ليو هاو (مخرج)
ليو هاو (بالصينية: 刘浩) هو مخرج صيني، ولد في 1968 في شانغهاي في الصين.

## وصلات خارجية
- ليو هاو على موقع IMDb (الإنجليزية)
- ليو هاو على موقع قاعدة بيانات الفيلم (الإنجليزية)